# Leonel Martínez
Leonel Martínez, född 18 september 1963, är en venezuelansk sportskytt.

## Karriär
Martínez tävlade vid olympiska sommarspelen 1984 i Los Angeles, där han slutade på delad 41:a plats i trap.
Vid panamerikanska spelen 2023 i Santiago tog Martínez silver i trap. Han kvalificerade sig därefter till olympiska sommarspelen 2024 i Paris, 40 år efter sitt första OS-deltagande. Vid OS 2024 slutade Martínez på 28:e plats i trap.